# Linda Arvidson
Pour les articles homonymes, voir Arvidson.
Linda Arvidson est une actrice américaine, née Linda Arvidson Johnson, le 12 juillet 1884 à San Francisco (Californie), et morte le 26 juillet 1949 à New York.

## Biographie
Fille de parents suédois, Linda Arvidson est la première épouse de D. W. Griffith, de 1906 à leur séparation en 1911,. Toutefois, ils ne divorcent qu'en 1936, lorsque Griffith souhaite se remarier avec Evelyn Baldwin. En 1925, elle publie son autobiographie, When Movies Were Young (Dover Publications  (ISBN 0-4862-2300-0), rééditée en 1968).
Elle apparaît au générique de nombre des réalisations de Griffith, parfois même créditée Linda Griffith, ou Mrs. D. W. Griffith.

## Filmographie partielle

### 1908
- Les Aventures de Dollie (The Adventures of Dollie) de D. W. Griffith
- L'Enfant et le Peau-rouge (The Redman and the Child) de D. W. Griffith
- The Bandit's Waterloo de D. W. Griffith
- Une déclaration difficile (A Calamitous Elopement) de D. W. Griffith
- The Greaser's Gauntlet de D. W. Griffith
- The Man and the Woman de D. W. Griffith
- The Fatal Hour de D. W. Griffith
- Balked at the Altar de D. W. Griffith
- For a Wife's Honor de D. W. Griffith
- L'Empreinte digitale (Betrayed by a Handprint) de D. W. Griffith
- La Jeune Fille indienne (The Red Girl) de D. W. Griffith
- Where the Breakers Roar de D. W. Griffith
- A Smoked Husband de D. W. Griffith
- Les Bijoux volés (The Stolen Jewels) de D. W. Griffith
- Father Gets in the Game de D. W. Griffith
- Ingomar (The Barbarian Ingomar) de D. W. Griffith
- Le Vœu du vaquero (The Vaquero's Vow) de D. W. Griffith
- La Femme du planteur (The Planter's Wife) de D. W. Griffith
- Cacher un voleur (Concealing a Burglar) de D. W. Griffith
- Enoch Arden (After Many Years) de D. W. Griffith
- L'Or du pirate (The Pirate's Gold) de D. W. Griffith
- La Mégère apprivoisée (The Taming of the Shrew) de D. W. Griffith
- La Chanson de la chemise (The Song of the Shirt) de D. W. Griffith
- Le Chemin d'une femme (A Woman's Way) de D. W. Griffith
- Le Clubman et le Voleur (The Clubman and the Tramp) de D. W. Griffith
- Mrs. Jones Entertains de D. W. Griffith
- The Feud and the Turkey de D. W. Griffith
- Le Gage de l'amitié (The Test of Friendship) de D. W. Griffith
- An Awful Moment de D. W. Griffith
- The Helping Hand de D. W. Griffith

### 1909
- One Touch of Nature de D. W. Griffith
- Love Finds a Way de D. W. Griffith
- The Sacrifice de D. W. Griffith
- A Rural Elopement de D. W. Griffith
- The Criminal Hypnotist de D. W. Griffith
- Those Boys! de D. W. Griffith
- Mr. Jones Has a Card Party de D. W. Griffith
- L'Extravagante Mme Francis (The Fascinating Mrs. Francis) de D. W. Griffith
- The Welcome Burglar de D. W. Griffith
- Son nouveau chapeau (Those Awful Hats) de D. W. Griffith
- The Cord of Life de D. W. Griffith
- A Wreath in Time de D. W. Griffith
- La Vie d'Edgar Poe (Edgar Allan Poe) de D. W. Griffith
- Tragic Love de D. W. Griffith
- The Curtain Pole de D. W. Griffith
- His Ward's Love de D. W. Griffith
- The Joneses Have Amateur Theatricals de D. W. Griffith
- Amour et Politique (The Politician's Love Story) de D. W. Griffith
- La Pièce d'or (The Golden Louis) de D. W. Griffith
- At the Altar de D. W. Griffith
- His Wife's Mother de D. W. Griffith
- A Fool's Revenge de D. W. Griffith
- The Roue's Heart de D. W. Griffith
- The Salvation Army Lass de D. W. Griffith
- The Lure of the Gown de D. W. Griffith
- I Did It, Mama de D. W. Griffith
- L'Âme du violon (The Voice of the Violin) de D. W. Griffith
- The Deception de D. W. Griffith

### 1910
- 1910 : Les Liens du destin (The Thread of Destiny), de David W. Griffith